# DDR-Meisterschaften im Turnen 1983

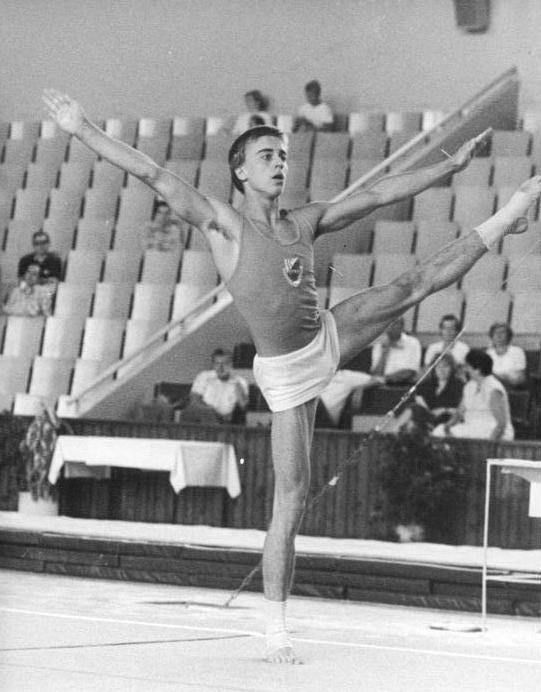
Sylvio Kroll wurde Vizemeister im Mehrkampf und sicherte sich den Titel am Barren.

Die DDR-Meisterschaften im Turnen wurden 1983 zum 34. Mal ausgetragen und fanden vom 17. bis 20. August in Berlin statt. Austragungsstätte war die Dynamo-Sporthalle im Sportforum Hohenschönhausen. Im Mehrkampf kamen Jens Fischer vom SC Cottbus und Sylvia Rau vom SC Dynamo Berlin zu Titelehren. Fischer erturnte damit den ersten DDR-Mehrkampftitel für seinen Klub und sicherte sich noch vier weitere Titel in den Gerätefinals.

## Männer
Mehrkampfprogramm der 23 Turner: Pflicht 17. August – 16.00 Uhr, Kür 18. August – 15.00 Uhr und Mehrkampffinale 19. August – 19.00 Uhr

### Mehrkampf

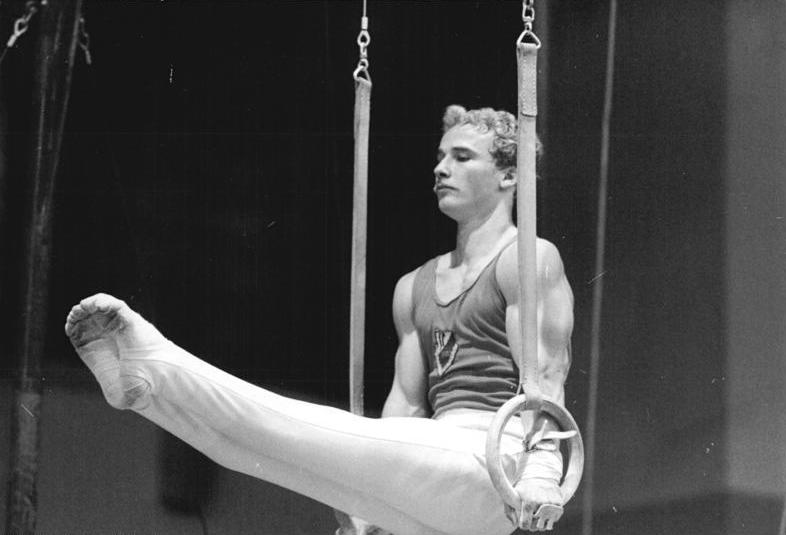
Jens Fischer sicherte sich den Titel im Mehrkampf.

Jens Fischer fing seinen Klubkameraden Sylvio Kroll, dem Führenden nach Pflicht und Kür noch im Mehrkampffinale ab und sicherte sich den Titel. Hinter dem Zweitplatzierten Kroll, kam der 6fache Mehrkampfmeister Roland Brückner auf den dritten Rang.
| Pl. | Name            | Verein               | Punkte  |
| --- | --------------- | -------------------- | ------- |
| 1   | Jens Fischer    | SC Cottbus           | 114,850 |
| 2   | Sylvio Kroll    | SC Cottbus           | 114,125 |
| 3   | Roland Brückner | SC Dynamo Berlin     | 113,525 |
| 4   | Bernd Jensch    | ASK Vorwärts Potsdam | 113,200 |
| 5   | Thorsten Mettke | SC Dynamo Berlin     | 112,725 |
| 6   | Holger Zeig     | SC Dynamo Berlin     | 112,275 |

### Gerätefinals
Datum: 20. August – 11.00 Uhr

An allen Geräten gab es neue Titelträger. Mehrkampfmeister Jens Fischer sicherte sich den Titel an den Ringen, im Sprung sowie am Reck und teilte sich mit Sylvio Kroll den Titel am Barren. Die anderen Titel sicherten sich Roland Brückner am Boden und Ralf Quast am Pauschenpferd.

#### Boden
| Pl. | Name               | Verein               | Punkte |
| --- | ------------------ | -------------------- | ------ |
| 1   | Roland Brückner    | SC Dynamo Berlin     | 19,400 |
| 2   | Sylvio Kroll       | SC Cottbus           | 19,150 |
| 2   | Holger Zeig        | SC Dynamo Berlin     | 19,150 |
| 4   | Jens Fischer       | SC Cottbus           | 19,050 |
| 5   | Bernd Jensch       | ASK Vorwärts Potsdam | 18,950 |
| 6   | Andreas Eichelbaum | SC Dynamo Berlin     | 18,850 |
| 7   | Frank Bouchard     | SC DHfK Leipzig      | 18,600 |
| 8   | Thorsten Mettke    | SC Dynamo Berlin     | 18,450 |

#### Pauschenpferd
| Pl. | Name                 | Verein               | Punkte |
| --- | -------------------- | -------------------- | ------ |
| 1   | Ralf Quast           | ASK Vorwärts Potsdam | 19,275 |
| 2   | Sten Köplin-Fritsche | SC Dynamo Berlin     | 19,200 |
| 3   | Frank Bouchard       | SC DHfK Leipzig      | 19,175 |
| 4   | Holger Zeig          | SC Dynamo Berlin     | 19,075 |
| 5   | Frank Andrä          | SC DHfK Leipzig      | 19,025 |
| 6   | Roland Brückner      | SC Dynamo Berlin     | 18,950 |
| 7   | Thorsten Mettke      | SC Dynamo Berlin     | 18,925 |
| 8   | Sylvio Kroll         | SC Cottbus           | 18,675 |

#### Ringe
| Pl. | Name                 | Verein               | Punkte |
| --- | -------------------- | -------------------- | ------ |
| 1   | Jens Fischer         | SC Cottbus           | 19,275 |
| 2   | Bernd Jensch         | ASK Vorwärts Potsdam | 18,975 |
| 3   | Roland Brückner      | SC Dynamo Berlin     | 18,900 |
| 4   | Holger Zeig          | SC Dynamo Berlin     | 18,775 |
| 5   | Thorsten Mettke      | SC Dynamo Berlin     | 18,750 |
| 6   | Sten Köplin-Fritsche | SC Dynamo Berlin     | 18,600 |
| 6   | Frank Andrä          | SC DHfK Leipzig      | 18,600 |
| 8   | Norbert Tronicke     | SC Karl-Marx-Stadt   | 18,525 |

#### Sprung
| Pl. | Name               | Verein               | Punkte |
| --- | ------------------ | -------------------- | ------ |
| 1   | Jens Fischer       | SC Cottbus           | 19,475 |
| 2   | Sylvio Kroll       | SC Cottbus           | 19,250 |
| 3   | Thorsten Mettke    | SC Dynamo Berlin     | 19,200 |
| 4   | Bernd Jensch       | ASK Vorwärts Potsdam | 19,175 |
| 5   | Andreas Eichelbaum | SC Dynamo Berlin     | 19,100 |
| 6   | Roland Brückner    | SC Dynamo Berlin     | 19,075 |
| 7   | Holger Zeig        | SC Dynamo Berlin     | 19,050 |
| 8   | Norbert Tronicke   | SC Karl-Marx-Stadt   | 18,825 |

#### Barren
| Pl. | Name            | Verein               | Punkte |
| --- | --------------- | -------------------- | ------ |
| 1   | Jens Fischer    | SC Cottbus           | 19,150 |
| 1   | Sylvio Kroll    | SC Cottbus           | 19,150 |
| 3   | Bernd Jensch    | ASK Vorwärts Potsdam | 18,875 |
| 4   | Frank Andrä     | SC DHfK Leipzig      | 18,800 |
| 5   | Roland Brückner | SC Dynamo Berlin     | 18,775 |
| 6   | Holger Zeig     | SC Dynamo Berlin     | 18,350 |
| 7   | Thorsten Mettke | SC Dynamo Berlin     | 18,225 |
| 7   | Frank Bouchard  | SC DHfK Leipzig      | 18,225 |

#### Reck
| Pl. | Name            | Verein               | Punkte |
| --- | --------------- | -------------------- | ------ |
| 1   | Jens Fischer    | SC Cottbus           | 19,225 |
| 2   | Bernd Jensch    | ASK Vorwärts Potsdam | 19,050 |
| 3   | Holger Zeig     | SC Dynamo Berlin     | 18,950 |
| 3   | Thorsten Mettke | SC Dynamo Berlin     | 18,950 |
| 3   | Sylvio Kroll    | SC Cottbus           | 18,950 |
| 6   | Roland Brückner | SC Dynamo Berlin     | 18,925 |
| 7   | Frank Andrä     | SC DHfK Leipzig      | 18,550 |
| 8   | Ralf Quast      | ASK Vorwärts Potsdam | 11,425 |

## Frauen
Mehrkampfprogramm: Pflicht 17. August – 19.30 Uhr, Kür 18. August – 19.30 Uhr und Mehrkampffinale 19. August – 19.00 Uhr

### Mehrkampf
Die Berlinerin Sylvia Rau, im Vorjahr noch Dritte im Mehrkampf, sicherte sich diesmal den Titel vor Astrid Heese und Birgit Senff.
| Pl. | Name                   | Verein                    | Punkte |
| --- | ---------------------- | ------------------------- | ------ |
| 1   | Sylvia Rau             | SC Dynamo Berlin          | 76,175 |
| 2   | Astrid Heese           | ASK Vorwärts Frankfurt/O. | 75,950 |
| 3   | Birgit Senff           | SC Leipzig                | 75,750 |
| 4   | Bettina Schieferdecker | SC Leipzig                | 73,925 |
| 5   | Annett Lindner         | SC Chemie Halle           | 72,925 |
| 6   | Grit Neugebauer        | SC Einheit Dresden        | 72,550 |

### Gerätefinals
Datum: 20. August – 11.00 Uhr

Auch bei den Frauen, gab es an allen Geräten neue Titelträger. Nach ihrem Sieg im Mehrkampf, kam Sylvia Rau noch am Stufenbarren und am Schwebebalken zu Meisterehren. Den Titel im Sprung ging an Birgit Senff und am Boden an Astrid Heese.

#### Sprung
| Pl. | Name                   | Verein                    | Punkte |
| --- | ---------------------- | ------------------------- | ------ |
| 1   | Birgit Senff           | SC Leipzig                | 19,475 |
| 2   | Sylvia Rau             | SC Dynamo Berlin          | 19,275 |
| 3   | Bettina Schieferdecker | SC Leipzig                | 18,900 |
| 4   | Astrid Heese           | ASK Vorwärts Frankfurt/O. | 18,725 |
| 5   | Annett Lindner         | SC Chemie Halle           | 18,450 |
| 6   | Annette Lehmann        | ASK Vorwärts Frankfurt/O. | 17,500 |

#### Stufenbarren
| Pl. | Name                   | Verein                    | Punkte |
| --- | ---------------------- | ------------------------- | ------ |
| 1   | Sylvia Rau             | SC Dynamo Berlin          | 19,325 |
| 2   | Astrid Heese           | ASK Vorwärts Frankfurt/O. | 19,000 |
| 3   | Birgit Senff           | SC Leipzig                | 18,650 |
| 4   | Grit Neugebauer        | SC Einheit Dresden        | 18,625 |
| 5   | Bettina Schieferdecker | SC Leipzig                | 18,425 |
| 6   | Annett Lindner         | SC Chemie Halle           | 18,400 |

#### Schwebebalken
| Pl. | Name                   | Verein                    | Punkte |
| --- | ---------------------- | ------------------------- | ------ |
| 1   | Sylvia Rau             | SC Dynamo Berlin          | 18,875 |
| 2   | Astrid Heese           | ASK Vorwärts Frankfurt/O. | 18,250 |
| 3   | Bettina Schieferdecker | SC Leipzig                | 17,850 |
| 4   | Grit Neugebauer        | SC Einheit Dresden        | 17,825 |
| 5   | Birgit Senff           | SC Leipzig                | 17,750 |
| 6   | Jaqueline Müller       | SC Einheit Dresden        | 16,950 |

#### Boden
| Pl. | Name                   | Verein                    | Punkte |
| --- | ---------------------- | ------------------------- | ------ |
| 1   | Astrid Heese           | ASK Vorwärts Frankfurt/O. | 19,175 |
| 2   | Sylvia Rau             | SC Dynamo Berlin          | 19,125 |
| 3   | Birgit Senff           | SC Leipzig                | 18,850 |
| 4   | Annett Lindner         | SC Chemie Halle           | 18,675 |
| 5   | Bettina Schieferdecker | SC Leipzig                | 18,475 |
| 6   | Jaqueline Müller       | SC Einheit Dresden        | 18,225 |

## Medaillenspiegel
| Platz | Verein                             | Verein                    | Gold | Silber | Bronze | Total |
| ----- | ---------------------------------- | ------------------------- | ---- | ------ | ------ | ----- |
| 1     | Logo vom SC Cottbus                | SC Cottbus                | 6    | 3      | 1      | 10    |
| 2     | Logo vom SC Dynamo Berlin          | SC Dynamo Berlin          | 4    | 4      | 5      | 13    |
| 3     | Logo vom ASK Vorwärts Frankfurt/O. | ASK Vorwärts Frankfurt/O. | 1    | 3      | –      | 04    |
| 4     | Logo vom ASK Vorwärts Potsdam      | ASK Vorwärts Potsdam      | 1    | 2      | 1      | 04    |
| 5     | Logo vom SC Leipzig                | SC Leipzig                | 1    | –      | 5      | 06    |
| 6     |                                    | SC DHfK Leipzig           | –    | –      | 1      | 01    |
|       | Total                              | Total                     | 13   | 12     | 13     | 38    |

## Randnotizen
Die überragende Turnerin der letzten Meisterschaft Maxi Gnauck, verletzte sich bei den Turn-Europameisterschaften in Göteborg am Ellenbogen und musste sich einer Operation unterziehen. Neben ihr, fehlten auch Michael Nikolay und Holger Behrendt verletzungsbedingt.